# Henri Häkkinen
Henri Häkkinen, né le 16 juin 1980 à Joensuu en Pohjois-Karjala en Finlande, est un tireur finlandais.

## Palmarès

### Tir aux Jeux olympiques
- 2008, à Pékin,  Chine
  -  Médaille de bronze au tir à 10 m carabine air comprimé